# Pseudophilautus mooreorum
Philautus mooreorum es una especie de ranas que habita en Sri Lanka.
Esta especie se encuentra amenazada de extinción debido a la destrucción de su hábitat natural.